# Meiningen
För andra betydelser, se Meiningen (olika betydelser).
Meiningen är huvudort i distriktet Schmalkalden-Meiningen i södra delen av förbundslandet Thüringen i Tyskland. Meiningen är en del av regionen Franken och ingår i förvaltningsgemenskapen Meiningen tillsammans med kommunerna Rippershausen, Sülzfeld och Untermaßfeld.
Platsen omnämndes först år 982 och fick sina stadsrättigheter år 1230. Invånarna kallas för Meininger.
Mellan 1681 och 1918 var staden huvudstad i hertigdömet Sachsen-Meiningen. Under 1800-talet blev staden ett viktigt kulturellt center på grund av hertig Georg II:s kulturella projekt, som teatertruppen Meiningarna.
Staden ligger vid floden Werra och har 21 500 invånare.

## Sevärdheter
- Schloss Elisabethenburg
- Schloss Landsberg
- Das Meininger Theater
- Goetz-Höhle
- Büchnersches Hinterhaus
- Dampflokwerk Meiningen [4]

## Galleri

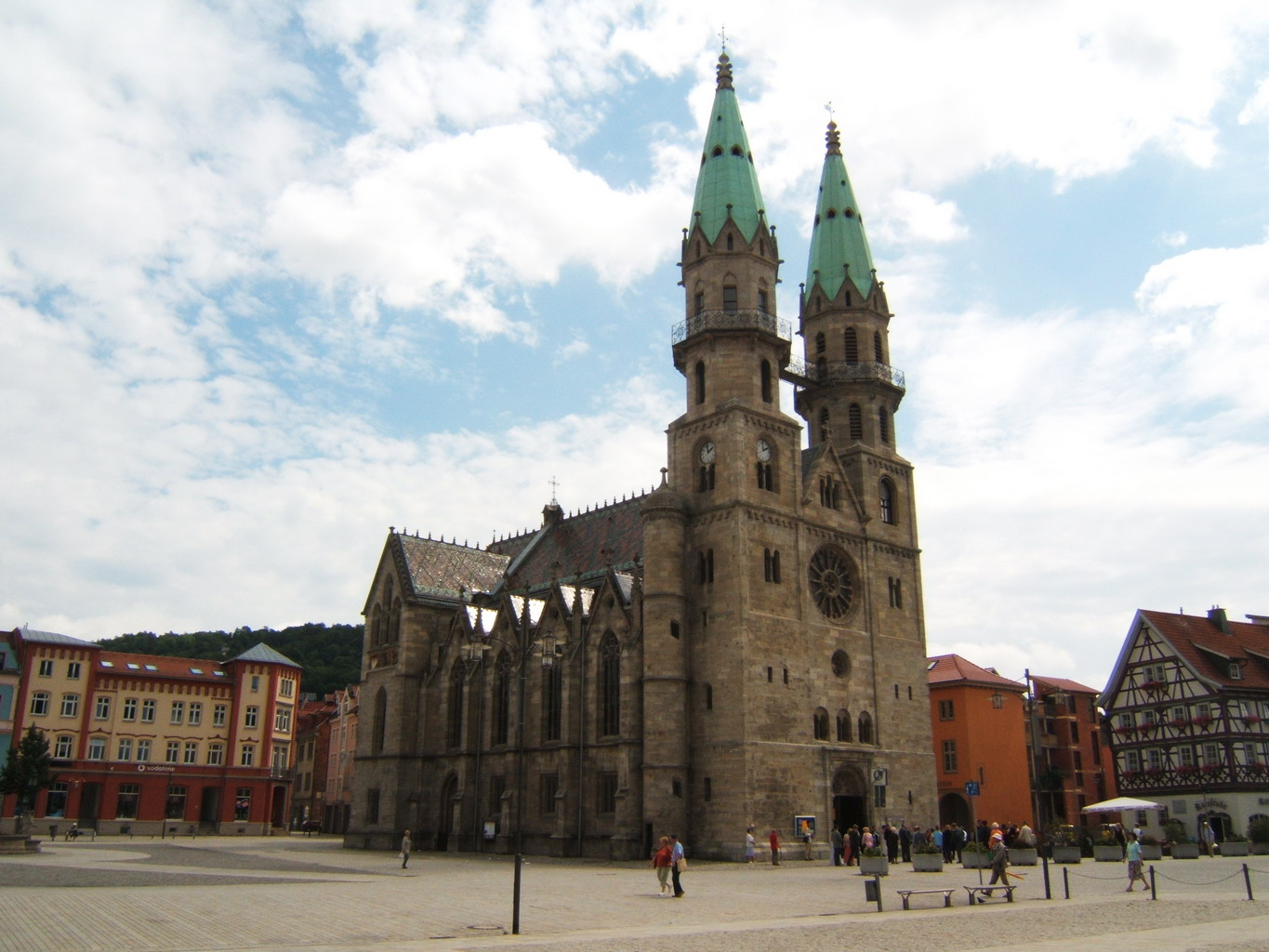
Marknadsplats och kyrka
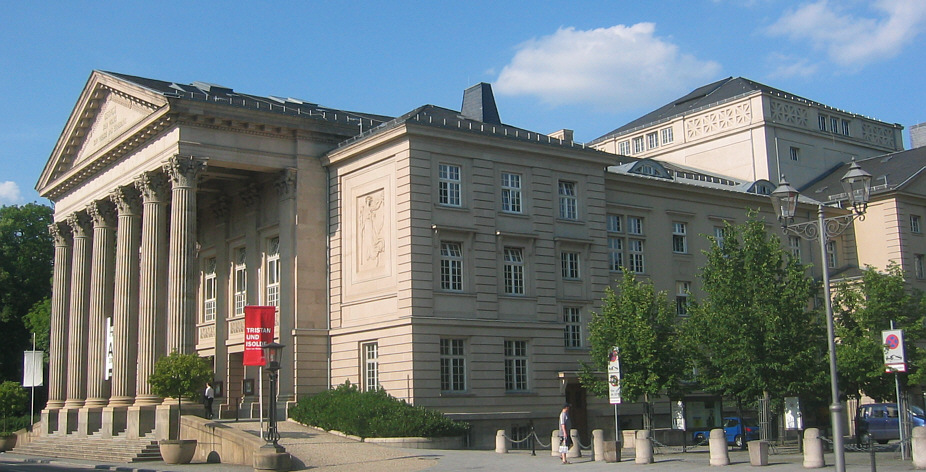
Teater